# 喜歡的是你
《喜歡的是你》是陳奕的第二張大碟，首張流行曲專輯，在1995年推出。專輯的第一主打歌《問情》改編自西村由紀江的鋼琴曲作品《想い出》，曾登上商業電台的叱咤樂壇流行榜。另外，第二主打歌《世世夢》曾登上香港電台的中文歌曲龍虎榜。而第三主打歌《可能是戀愛》來自英國傳統小曲《British Air》，並加入韋然的作曲而成的，在當時號稱「小女孩最鍾情的甜歌」。

## 曲目
| 曲序 | 曲名                         | 曲         | 詞                   | 編曲   | 附註                                                                               |
| 01   | 問情（Classic Version）      | 西村由紀江 | 鄭瑤                 | 李啟昌 | 改編自西村由紀江的《想い出》 曾收錄在《問情》專輯中，當時稱《問情（Classic Mix）》 |
| 02   | 喜歡的是你                   | 韋然       | 張美賢、許少榮       | 黎允文 |                                                                                    |
| 03   | Boy From The Sea             | 黎允文     | 陳奕、黃文廣         | 黎允文 |                                                                                    |
| 04   | 滿天星（劉諾生合唱）         | 劉諾生     | 韋然、蔡加加         | 劉諾生 | 為唐氏綜合症「愛心D計劃」主題曲                                                    |
| 05   | 玫瑰．情是個偶然兌現的諾言   | 韋然       | 韋然                 | 李啟昌 |                                                                                    |
| 06   | Ma-Li-Ma-Li-Hung             | 韋然       | 韋然                 | 黎允文 |                                                                                    |
| 07   | 可能是戀愛                   | 韋然、傳統 | 張美賢、韋然         | 李啟昌 |                                                                                    |
| 08   | Save Your Love（莫華倫合唱） | E.Edward   | 張美賢、許少榮、韋然 | 黎允文 |                                                                                    |
| 09   | 靜夜搖籃曲                   | 鄧文傑     | 韋然                 | 鄧文傑 |                                                                                    |
| 10   | 明天（蔡濟文、馮曉文合唱）   | 韋然       | 韋然                 | 鄧文傑 | 基本法特輯——未來的主人曲目                                                         |
| 11   | 電影少女（Fun Remix）        | 李天華     | 李天華               | 黎允文 | 原版收錄在《問情》專輯中                                                           |
| 12   | 世世夢                       | 歐志深     | 歐志深               | 李啟昌 |                                                                                    |

## 唱片版本
- CD版